# Одобешти (Вранча)
Одобешти (рум. Odobeşti) насеље је у Румунији у округу Вранча у општини Одобешти. Oпштина се налази на надморској висини од 223 m.

## Становништво
Према подацима из 2002. године у насељу је живело 6503 становника.

### Попис2002.
| Расподела становништва по националности 2002.‍ | Расподела становништва по националности 2002.‍ | Расподела становништва по националности 2002.‍ | Расподела становништва по националности 2002.‍ | Расподела становништва по националности 2002.‍ |
| --------------------------------------------- | --------------------------------------------- | --------------------------------------------- | --------------------------------------------- | --------------------------------------------- |
|                                               |                                               |                                               |                                               |                                               |
| Румуни                                        | Румуни                                        |                                               | 6.454                                         | 99,4%                                         |
| Мађари                                        | Мађари                                        |                                               | 12                                            | 0,2%                                          |
| Роми                                          | Роми                                          |                                               | 14                                            | 0,2%                                          |
| Турци                                         | Турци                                         |                                               | 7                                             | 0,1%                                          |
| Јевреји                                       | Јевреји                                       |                                               | 6                                             | 0,1%                                          |